# Kaliumbromaat
Kaliumbromaat (KBrO3) is het kaliumzout van waterstofbromaat. De stof komt voor als een wit kristallijn poeder, dat goed oplosbaar is in water.

## Synthese
Kaliumbromaat kan bereid worden door reactie van dibroom met kaliumhydroxide, waarna het ontstane kaliumhypobromiet (KOBr) verder reageert tot kaliumbromaat en kaliumbromide:
{\displaystyle {\ce {Br2 + 2KOH -> KBr + KOBr + H2O}}}
{\displaystyle {\ce {3KOBr -> 2KBr + KBrO3}}}
Het kaliumbromaat slaat neer uit de oplossing, terwijl het goed oplosbare kaliumbromide in de oplossing blijft.

## Toepassingen
Kaliumbromaat wordt gebruikt als broodverbeteraar om te zorgen voor een steviger deeg en als rijsmiddel. Het was toegelaten in de EU onder nummer E924, maar is daar vanwege mogelijke kankerverwekkende eigenschappen niet langer toegelaten.
Kaliumbromaat is een sterke oxidator (E° = 1,5 V) en wordt bij titraties vaak gebruikt als oxiderende titrant. Hierbij is het bromaation het actieve deel. Meestal wordt deze titrant gebruikt in een zure omgeving in aanwezigheid van een overmaat bromide.

## Toxicologie en veiligheid
Kaliumbromaat is toxisch en is mogelijk carcinogeen voor de mens (IARC-klasse 2B). Bovendien is het een vrij sterke oxidator, vergelijkbaar met kaliumpermanganaat. Reeds in 1990 werd het in de voedingsindustrie in Europa verboden omwille van het gevaar, uit Canada in 1994, uit Sri Lanka in 2001 en uit China in 2005. In de Verenigde Staten wordt de stof nog gebruikt.